# فیلیپو پترینی
فیلیپو پترینی (انگلیسی: Filippo Petterini؛ زادهٔ ۱۴ نوامبر ۱۹۸۰) بازیکن فوتبال اهل ایتالیا است.
از باشگاه‌هایی که در آن بازی کرده‌است می‌توان به باشگاه فوتبال پروجا و باشگاه فوتبال دلفینو پسکارا اشاره کرد.